# Riccardia corbierei
Riccardia corbierei là một loài rêu trong họ Aneuraceae. Loài này được Reeb & Gradst. mô tả khoa học đầu tiên năm 2020.